# Jeong Yol
Jeong Yol (정욜; nacido el 19 de octubre de 1978) es un activista surcoreano por los derechos de Corea del Sur y LGBT. Desde la fundación de Solidaridad por los Derechos Humanos LGBT de Corea en 1997, ha sido uno de los primeros miembros de SLRK. De 1998 a 2012, había sido representante de SLRK. Su verdadero nombre es  'Jeong Min-suk'  (정민석).
Durante la universidad, reconoció que era gay. Más tarde, mientras cumplía su servicio militar obligatorio en Corea del Sur, se declaró homosexual. Luego, su comandante lo llevó a un hospital psiquiátrico.  Después de su licenciamiento, trabajó como pastelero durante seis años.  Archivado el 5 de marzo de 2016 en Wayback Machine.
En 1997 se incorporó a SLRK. En 2000, pasó más tiempo con SLRK. De 2002 a 2012, ha sido representante de SLRK. En febrero de 2003, el gobierno de Corea del Sur consideró la palabra "homosexual" como una palabra dañina para los jóvenes. Entonces, luchó contra el gobierno con Kwak Yi-kyong, Chang Pyong-kwon y otros. En abril de 2004, se eliminó en Corea del Sur la prohibición de la palabra "homosexual" para los jóvenes.
En 2003, lideró un movimiento para la Eliminación de la Discriminación contra LGBT. En 2004, se unió a movimientos pacifistas y pacifistas. <ref>  Desde 2006, ha luchado por los derechos de personas que viven con el VIH. at_pg.aspx?CNTN_CD= A0000167087 (enlace roto disponible en Internet Archive; véase el historial, la primera versión y la última). 오마이 뉴스 2004.02.04

## Libros
- Bravo Gay life  [브라보 게이 라이프]. Seúl: Nareum Books [나름 북스], 2011. OCLC 778256613.